# Helvetiaplatz (Zürich)

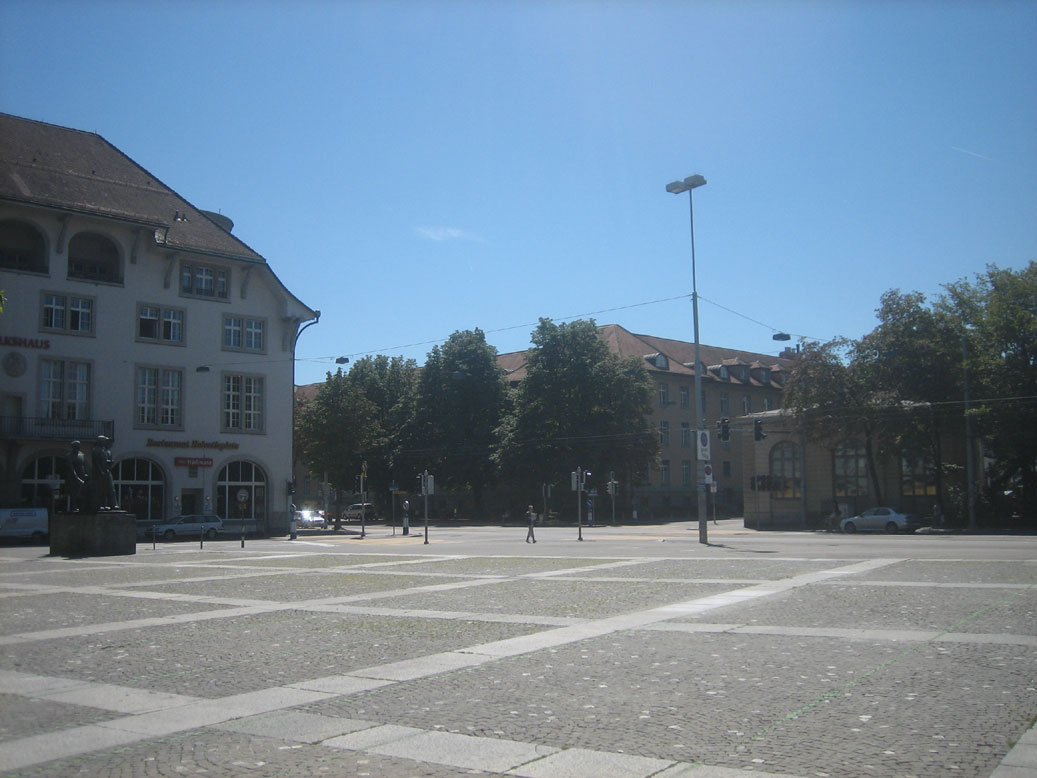
Helvetiaplatz Zürich

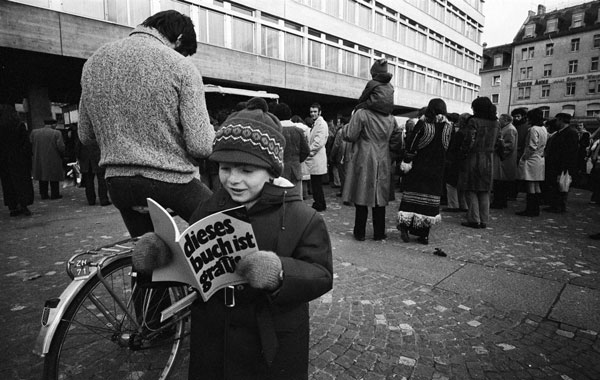
Bei einer Autorenlesung aus der Ladefläche eines LKW am Zürcher Helvetiaplatz. Zwei junge Kulturschaffende – Theo Ruff und Peter K.Wehrli – gestalteten 1971 ein Buch mit Texten von Schweizer Autoren und verteilten es gratis in der ganzen deutschen Schweiz. Der Fotograf Eric Bachmann hat sie damals fotografiert – und sie während der Verteilung in der Stadt und in zahlreichen Landgemeinden begleitet.

Der Helvetiaplatz in Zürich befindet sich im Kreis 4 und grenzt direkt an die Langstrasse und das Kanzleiareal an. 

## Allgemeines
Der Platz hat seinen Namen seit dem Ende des 19. Jahrhunderts. Er wird eingerahmt vom Volkshaus, vom Bezirksgebäude mit dem Bezirksgericht und der Lutherwiese, wo sich im Mittelalter der Richtplatz befand. Gleich daneben befindet sich das Kanzleiareal mit dem Schulhaus, einem Alternativ-Kino und dem Kulturzentrum Kanzlei.
Unübersehbar ist die Plastik Denkmal der Arbeit von Karl Geiser. Sie macht den Ort kenntlich als einen Platz, welcher durch das ganze 20. Jahrhundert Zentrum von 1. Mai-Feiern und Demonstrationen der Arbeiterbewegung war. 
Im August 2019 erhielt der Platz im Rahmen feministischer Manifestationen den Zusatznamen ni una menos Platz. Dies, um an die auch in der Schweiz anhaltend hohe Zahl von Femiziden zu erinnern und dagegen ein Zeichen des Protests zu setzen.

## Veranstaltungen

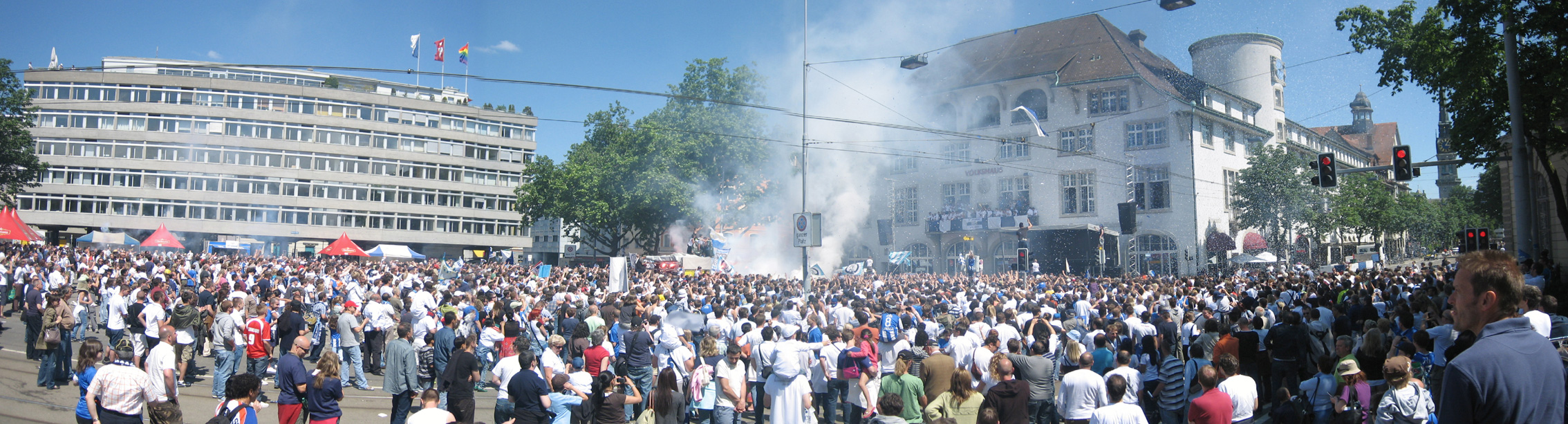
FCZ-Meisterfeier 2009 auf dem Helvetiaplatz

Auf dem Helvetiaplatz und rund um ihn werden seit jeher öffentliche Veranstaltungen durchgeführt. Schon 1872 stand hier die Festhütte mit 5300 Plätzen des Eidgenössischen Schützenfests. Bekannt ist der Platz heute vor allem durch die Demonstrationen am 1. Mai. Der Platz wird auch für andere Anlässe genutzt. 
- Jeweils Dienstag und Freitag findet man vormittags einen Markt mit frischen Lebensmitteln.
- Im Kanzleiareal findet jeden Samstag ein Flohmarkt statt.
- Das Langstrassenfest war ein wichtiger Teil der Image- und Aufwertungskampagne der Langstrasse. Es fand zwischen 1996 und 2010 alle zwei Jahre statt.
- Das Caliente ist das grösste Latinfestival in Europa und zog im Jahr 2006 geschätzte 130'000 Besucher an.
- Jeweils in den Sommermonaten Juli/August findet im Kino Xenix im Kanzleiareal ein Open Air statt.
- Auf Helvetiaplatz, Kanzlei- und Kasernenareal werden diverse 1.-Mai-Veranstaltungen abgehalten.
- In den Jahren 2006, 2007, 2009 und 2022 fand zudem die Meisterfeier des FCZ statt, nachdem dieser die Schweizermeisterschaft im Fussball gewonnen hatte.